# Prepona reducta
Prepona reducta är en fjärilsart som beskrevs av Le Moult 1932. Prepona reducta ingår i släktet Prepona och familjen praktfjärilar. Inga underarter finns listade i Catalogue of Life.